# Black Men United
Black Men United (B.M.U.) war ein kurzlebiges Musikprojekt. 

## Geschichte
Das Projekt, das aus verschiedenen afroamerikanischen Künstlern des R&B, Neo-Souls und Souls bestand, wurde für den Soundtrack zum Film Jason’s Lyric (1994) gegründet. B.M.U. veröffentlichte lediglich den Song "U Will Know. D’Angelo schrieb die Musik und koproduzierte den Song, sein Bruder Luther Archer schrieb den Text. Produzent war Brian McKnight. Das war auf dem Soundtrack zum Film vertreten und wurde auch als Single ausgekoppelt. Die Single enthielt als B-Seite eine Extended Version, die nicht auf dem Soundtrack-Album enthalten war sowie in manchen Versionen diverse Remixe, unter anderem von C. J. Mackintosh.
Der Song erreichte Platz 28 der Billboard Hot 100 und Platz 5 der Hot R&B/Hip-Hop Songs.
Der Song wurde bei den American Music Awards 1995 aufgeführt.

## Mitglieder
Zu den Mitgliedern zählten folgende Künstler:
- Aaron Hall
- After 7
- Al B. Sure!
- Boyz II Men
- Brian McKnight
- Christopher Williams
- D.R.S.
- D'Angelo (auch Songwriter)
- Damion Hall
- El DeBarge
- Gerald LeVert
- H-Town
- Intro
- Joe
- Keith Sweat
- Lenny Kravitz (Gitarre)
- Lil’ Joe (from The Rude Boys)
- LL Cool J
- Portrait
- R. Kelly
- Silk
- Sovory
- Stokley (Sänger von Mint Condition)
- Tevin Campbell
- Tony! Toni! Toné! (Raphael Saadiq und Dwayne Wiggins)
- Usher